# Jan Bulis
Jan Bulis (né le 18 mars 1978 à Pardubice en Tchécoslovaquie) est un joueur professionnel tchèque de hockey sur glace qui évoluait au poste de centre.

## Biographie

### Carrière en club
Il est repêché par les Capitals de Washington lors du repêchage d'entrée dans la LNH 1996, à la 43e position. Bulis entame sa carrière dans la Ligue nationale de hockey à Washington où il joue pendant quatre saisons avant d'être échangé aux Canadiens de Montréal en compagnie de son coéquipier Richard Zedník en retour de Trevor Linden. Il connaît sa meilleure saison en 2002-2003, récoltant 40 points et disputant la totalité des 82 matchs de la saison régulière. Cette année-là, Bulis remporte également le trophée Jacques-Beauchamp, remis annuellement au joueur des Canadiens ayant démontré le plus de détermination.
Pendant le lock-out 2004-2005, il joue à HC Moeller Pardubice, remportant le championnat tchèque après avoir battu Zlín en finale. La LNH reprend ses activités en 2005-2006 et Bulis égale son sommet personnel de 40 points dans l'uniforme des Canadiens en terminant sa première saison de 20 buts. Durant la campagne, il est choisi en décembre pour défendre la République tchèque aux Jeux olympiques de Turin. Bulis a l'occasion de représenter son pays pour la première fois.
Le 25 janvier 2006, Bulis qui n'avait jamais fait de tours du chapeau auparavant, marque quatre buts en quatre tirs à Philadelphie et il devient le premier joueur des Canadiens à réaliser l’exploit depuis Brian Savage en 1998[réf. nécessaire]. Bulis est pourtant une addition de dernière minute dans l’alignement puisque, le matin même, Bob Gainey lui annonçait qu'il ne jouerait. Moins de 24 heures plus tard, il est le dernier joueur, après Mario Lemieux en 1993, à marquer quatre buts contre les Flyers[réf. nécessaire], bien qu'il soit le deuxième attaquant le moins utilisé du match, devant Aaron Downey.
Le 24 juillet 2006, il signe un contrat avec les Canucks de Vancouver. Lors de sa dernière saison dans la Ligue nationale de hockey, il évoluait au côté des frères Henrik et Daniel Sedin pour les Canucks. De 2007 à 2011, il porte le maillot de l'Atlant Mytichtchi dans la Ligue continentale de hockey. Bulis est ensuite capitaine du Traktor Tcheliabinsk, équipe pour laquelle il a évolué dernièrement.

### Carrière internationale
Bulis a remporté avec l'équipe nationale de Tchéquie la médaille de bronze aux Jeux olympiques d'hiver de 2006 à Turin et la médaille d'argent au Championnat du monde de 2006.

## Statistiques
| Saison     | Équipe                    | Ligue      |     | Saison régulière | Saison régulière | Saison régulière | Saison régulière | Saison régulière |   | Séries éliminatoires | Séries éliminatoires | Séries éliminatoires | Séries éliminatoires | Séries éliminatoires |
| Saison     | Équipe                    | Ligue      | PJ  | B                | A                | Pts              | Pun              | PJ               | B | A                    | Pts                  | Pun                  |                      |                      |
| 1995-1996  | Colts de Barrie           | LHO        | 59  | 29               | 30               | 59               | 22               | 7                | 2 | 3                    | 5                    | 2                    |                      |                      |
| 1996-1997  | Colts de Barrie           | LHO        | 64  | 42               | 61               | 103              | 42               | 9                | 3 | 7                    | 10                   | 10                   |                      |                      |
| 1997-1998  | Capitals de Washington    | LNH        | 48  | 5                | 11               | 16               | 18               | -                | - | -                    | -                    | -                    |                      |                      |
| 1997-1998  | Pirates de Portland       | LAH        | 3   | 1                | 4                | 5                | 12               | -                | - | -                    | -                    | -                    |                      |                      |
| 1997-1998  | Frontenacs de Kingston    | LHO        | 2   | 0                | 1                | 1                | 0                | 12               | 8 | 10                   | 18                   | 12                   |                      |                      |
| 1998-1999  | Capitals de Washington    | LNH        | 38  | 7                | 16               | 23               | 6                | -                | - | -                    | -                    | -                    |                      |                      |
| 1998-1999  | Cyclones de Cincinnati    | LIH        | 10  | 2                | 2                | 4                | 14               | -                | - | -                    | -                    | -                    |                      |                      |
| 1999-2000  | Capitals de Washington    | LNH        | 56  | 9                | 22               | 31               | 30               | -                | - | -                    | -                    | -                    |                      |                      |
| 2000-2001  | Capitals de Washington    | LNH        | 39  | 5                | 13               | 18               | 26               | -                | - | -                    | -                    | -                    |                      |                      |
| 2000-2001  | Pirates de Portland       | LAH        | 4   | 0                | 2                | 2                | 0                | -                | - | -                    | -                    | -                    |                      |                      |
| 2000-2001  | Canadiens de Montréal     | LNH        | 12  | 0                | 5                | 5                | 0                | -                | - | -                    | -                    | -                    |                      |                      |
| 2001-2002  | Canadiens de Montréal     | LNH        | 53  | 9                | 10               | 19               | 8                | 6                | 0 | 0                    | 0                    | 6                    |                      |                      |
| 2002-2003  | Canadiens de Montréal     | LNH        | 82  | 16               | 24               | 40               | 30               | -                | - | -                    | -                    | -                    |                      |                      |
| 2003-2004  | Canadiens de Montréal     | LNH        | 72  | 13               | 17               | 30               | 30               | 11               | 1 | 1                    | 2                    | 4                    |                      |                      |
| 2004-2005  | HC Moeller Pardubice      | Extraliga  | 45  | 24               | 25               | 49               | 113              | 16               | 7 | 4                    | 11                   | 43                   |                      |                      |
| 2005-2006  | Canadiens de Montréal     | LNH        | 73  | 20               | 20               | 40               | 50               | 6                | 1 | 1                    | 2                    | 2                    |                      |                      |
| 2006-2007  | Canucks de Vancouver      | LNH        | 79  | 12               | 11               | 23               | 70               | 12               | 1 | 1                    | 2                    | 2                    |                      |                      |
| 2007-2008  | Khimik Moskovskaïa Oblast | Superliga  | 57  | 17               | 31               | 48               | 106              | 5                | 0 | 0                    | 0                    | 4                    |                      |                      |
| 2008-2009  | Atlant Mytichtchi         | KHL        | 35  | 9                | 8                | 17               | 16               | -                | - | -                    | -                    | -                    |                      |                      |
| 2009-2010  | Atlant Mytichtchi         | KHL        | 56  | 25               | 18               | 43               | 68               | 4                | 1 | 2                    | 3                    | 4                    |                      |                      |
| 2010-2011  | Atlant Mytichtchi         | KHL        | 42  | 14               | 15               | 29               | 62               | 24               | 4 | 6                    | 10                   | 26                   |                      |                      |
| 2011-2012  | Traktor Tcheliabinsk      | KHL        | 43  | 5                | 11               | 16               | 68               | 11               | 1 | 2                    | 3                    | 4                    |                      |                      |
| 2012-2013  | Traktor Tcheliabinsk      | KHL        | 49  | 16               | 15               | 31               | 32               | 25               | 9 | 2                    | 11                   | 16                   |                      |                      |
| 2013-2014  | Traktor Tcheliabinsk      | KHL        | 49  | 11               | 8                | 19               | 44               | -                | - | -                    | -                    | -                    |                      |                      |
| 2014-2015  | Traktor Tcheliabinsk      | KHL        | 43  | 5                | 8                | 13               | 52               | 6                | 0 | 0                    | 0                    | 4                    |                      |                      |
| Totaux LNH | Totaux LNH                | Totaux LNH | 552 | 96               | 149              | 245              | 268              | 35               | 3 | 3                    | 6                    | 14                   |                      |                      |

### En équipe nationale
| Année | Équipe             | Compétition          |   | PJ | B | A | Pts | Pun                |  | Résultat |
| 2006  | Tchéquie           | Jeux olympiques      | 8 | 0  | 0 | 0 | 10  | Médaille de bronze |  |          |
| 2006  | République tchèque | Championnat du monde | 9 | 0  | 0 | 0 | 0   | Médaille d'argent  |  |          |